# Chöwsgöl-Aimag
Chöwsgöl-Aimag este un aimag, (provincie) în Mongolia